# جوجل للتسوق
جوجل للتسوق أو جوجل شوبينغ (بالإنجليزية: Google Shopping)‏ هي خدمة من مقدمة من جوجل تم اختراعها من قبل كريغ نيفيل-مانينغ والتي تتيح للمستخدمين البحث عن المنتجات على مواقع التسوق الإلكتروني ومقارنة الأسعار بين عدة بائعين.
في الأصل كانت الأسعار المدرجة في الخدمة مقدمة من قِبل التجار، وتم استثمارها من خلال إعلانات أدووردز مثل خدمات جوجل الأخرى. ومع ذلك، أعلنت شركة جوجل في أيار (مايو) 2012 أن الخدمة (التي تم تغيير اسمها على الفور إلى جوجل للتسوق) ستتحول في أواخر عام 2012 إلى نموذج مدفوع حيث يتعين على التجار والشركات الدفع لجوجل من أجل إدراج منتجاتهم ضمن الخدمة.
في يونيو / حزيران 2017، تم فرض غرامة على جوجل للتسوق بمبلغ وقدره 2.4 مليار يورو من قبل مفوضية الاتحاد الأوروبي نتيجة إعطاء خدمات التسوق عبر الإنترنت الأولوية القصوى في الظهور في نتائج البحث.